# Schwachbeborstete Gebirgswaldameise
Die Schwachbeborstete Gebirgswaldameise (Formica aquilonia) gehört zur Gattung der Waldameisen (Formica) in der Unterfamilie der Schuppenameisen (Formicinae).

## Merkmale
Die Gaster und die Oberseite des Kopfes sind schwarz. Wangen und Kopfschild sowie die Beine sind schwarzbraun, wohingegen der restliche Körper eine überwiegend rote Färbung aufweist. Das Hinterhaupt trägt an den Ecken deutlich anstehende Haare und die Kopfunterseite ist mit einzelnen abstehenden Haaren besetzt. Das weitgehend kahle Mesosoma zeigt höchstens vereinzelt Haare. Die zwei schwarzen Flecken auf dem Pronotum und Mesonotum erscheinen deutlich, verschieden groß und undeutlich umgrenzt. Die Arbeiterinnen werden 4 bis 8,5 Millimeter lang. Das Stielchenglied (Petiolus) ist mit kürzeren Haaren besetzt, als bei der Starkbeborsteten Gebirgswaldameise (Formica lugubris), oder bei der Schweizer Gebirgswaldameise (Formica paralugubris) mit denen diese Art sehr leicht zu verwechseln ist.

## Verbreitung und Lebensraum
Das Verbreitungsgebiet erstreckt sich über die boreale Zone von Schottland bis Ostsibirien. In Europa kommt die Schwachbeborstete Gebirgswaldameise auch südlicher in Gebirgen vor, wie im Böhmerwald, Blansker Wald, Gratzener Bergland, den Karpaten und in den Ostalpen bis 2.400 Metern Höhe. Sie besiedelt überwiegend montane (Fichten)-Buchen-Tannen-Mischwälder und subalpine Waldtypen, dringt dabei aber an der Baumgrenze weniger in den Krummholzgürtel vor, als die andere Gebirgsameise Formica lugubris.

## Lebensweise
Diese Ameisenart bildet hochgradig polygyne Staaten, die oft viele Nester umfassen. Sie zeigt geringe Aggressivität gegenüber koloniefremden Vertretern derselben Art. Die Geschlechtstiere schwärmen zwischen Ende Mai und Ende Juli. Die Begattung findet im oder auf dem Nest statt, auch externe Paarungsplätze werden angeflogen. Die Jungköniginnen werden vom Mutternest oder anderen arteigenen Nestern adoptiert. Monogyne Kolonien sind bisher nicht bekannt, wie auch Neugründungen bei Sklavenameisen nicht nachgewiesen sind, wobei man allerdings davon ausgeht, dass beides existiert. Die Hügel sind deutlich kleiner als bei der Kahlrückigen Waldameise (Formica polyctena). Die größten bekannten Nester in Finnland sind 210 Zentimeter hoch und haben eine Ausdehnung von 280 Zentimetern.